# WHL0137-LS
Pour les articles homonymes, voir Earendel (homonymie).
Earendel
WHL0137-LS, surnommée Earendel, est, en 2023, l'étoile individuelle la plus lointaine connue.

## Désignation et surnom
L'étoile a été surnommée Earendel par les découvreurs, ce qui signifie « étoile du matin » ou « lumière montante » en vieil anglais,. Eärendil est aussi le nom d'un personnage du Silmarillion de J. R. R. Tolkien, un demi-elfe voyageant dans le ciel avec un joyau qui apparait aussi brillant qu'une étoile aux habitants de la Terre du Milieu ; l'astronome de la NASA Michelle Thaller a confirmé que la référence à Tolkien était intentionnelle.

## Observation
La découverte d'Earendel par le télescope spatial Hubble est rapportée le 30 mars 2022,. L'étoile est découverte grâce à l'effet de lentille gravitationnelle, un amas de galaxies situé entre l'étoile et la Terre amplifiant considérablement sa lumière. Des simulations informatiques de l'effet de lentille suggèrent que la luminosité d'Earendel a été amplifiée entre mille et quarante mille fois. Cette découverte démontre également une combinaison possible d'effets de lentille : un effet principal de lentille gravitationnelle par des amas de galaxies et un effet de microlentille gravitationnelle supplémentaire causé par des objets massifs à l'intérieur,.
Le télescope spatial James Webb a lui-même observé l'étoile, le 8 mars 2023. Il a pu affirmer qu'Earendel était une étoile de type B, c'est-à-dire une étoile chaude (entre 10 000 et 30 000 °C) et de couleur bleue-blanche. On pense aussi y avoir décelé des couleurs plus chaudes, pouvant révéler qu'Earendel est en fait un système binaire, donc constitué de deux étoiles en orbite l'une autour de l'autre.

## Propriétés physiques
La lumière détectée d'Earendel a été émise 900 millions d'années après le Big Bang. Le décalage vers le rouge mesuré est de 6,2 ± 0,1, ce qui signifie que la lumière d'Earendel a atteint la Terre 12,9 milliards d'années après son émission,,. Cependant, en raison de l'expansion de l'Univers, l'étoile, si elle devait encore exister, serait maintenant à 28 milliards d'années-lumière de la Terre.
Earendel a une masse estimée à entre 50 et 100 masses solaires, considérablement plus que la moyenne. En raison de sa grande masse, l'étoile a probablement explosé en supernova quelques millions d'années seulement après son émergence,. Elle a une température effective en surface estimée à au moins 20 000 K (20 000 °C). Earendel a une faible chance d'être une étoile de population III, la toute première génération d'étoiles de l'Univers, ce qui signifie qu'elle serait composée uniquement d'hydrogène et d'hélium.